# Eric Rowe
Nelson Eric Rowe Jr. (Cleveland, 3 ottobre 1992) è un giocatore di football americano statunitense che milita nel ruolo di cornerback per i Carolina Panthers della National Football League (NFL).

## Carriera

### Philadelphia Eagles
Dopo avere giocato al college a football all'Università dello Utah, Rowe fu scelto nel corso del secondo giro (47º assoluto) del Draft NFL 2015 dai Philadelphia Eagles. Debuttò come professionista subentrando nella gara del primo turno contro gli Atlanta Falcons. Il primo intercetto in carriera lo mise a segno nel terzo turno su Ryan Fitzpatrick dei New York Jets. La sua stagione da rookie si concluse con 31 tackle disputando tutte le 16 partite, di cui cinque come titolare.

### New England Patriots
Il 6 settembre 2016, Rowe fu ceduto ai New England Patriots in cambio di Josh Kline.
Il 5 febbraio 2017 vince il suo primo Super Bowl, il LI, disputato dai Patriots contro gli Atlanta Falcons e vinto dai primi, ai tempi supplementari (prima volta nella storia del Super Bowl), con il punteggio di 34-28.
Alla fine della stagione 2018 Rowe vinse il Super Bowl LIII battendo i Los Angeles Rams per 13-3, conquistando il suo secondo anello.

## Palmarès

### Franchigia
- Super Bowl : 2

New England Patriots: LI, LIII
- American Football Conference Championship: 2

New England Patriots: 2016, 2017